# Nannosuchus
Nannosuchus – wymarły rodzaj krokodylomorfa, zaliczanego do kladu Mesoeucrocodylia, a w jego obrębie do rodziny Goniopholididae. Jego szczątki znaleziono w Anglii. Pochodzą one ze skał powstałych w berriasie (najstarszy wiek kredy wczesnej).